# Wujiahe, Inre Mongoliet
Wujiahe (kinesiska: 乌加河, 乌加河镇) är en köping i Kina. Den ligger i den autonoma regionen Inre Mongoliet, i den norra delen av landet, omkring 300 kilometer väster om regionhuvudstaden Hohhot. Antalet invånare är 20594. Befolkningen består av 9 994 kvinnor och 10 600 män. Barn under 15 år utgör 14,0 %, vuxna 15-64 år 75 %, och äldre över 65 år 9,0 %.
Genomsnittlig årsnederbörd är 313 millimeter. Den regnigaste månaden är juni, med i genomsnitt 89 mm nederbörd, och den torraste är februari, med 1 mm nederbörd.